# Rudolph Herbst
Rudolph Herbst (auch Rudolf Herbst, * 8. April 1890 in Wurzen; † 22. August 1936 in Nürnberg) war ein deutscher Lehrer, Komponist und Altertumswissenschaftler.
1913/14 war Herbst Lehramtspraktikant am Alten Gymnasium in Nürnberg. Danach studierte er Geschichte und  wurde am 24. Oktober 1922 an der Universität Erlangen promoviert, die Dissertation zu Historiker und Urkunde blieb ungedruckt. Ab Dezember 1924 war er Studienrat am Real-Gymnasium Nürnberg, ab April 1926 wieder am Alten Gymnasium.
Für Paulys Realencyclopädie der classischen Altertumswissenschaft (RE) schrieb er über 70 Artikel zu antiker griechischer Geographie. Er komponierte 1935 Bayrische Tänze.
Am 22. August 1936 starb Herbst im Alter von 46 Jahren an den Folgen einer Operation.